# Junosza III

Herb Junosza III

Herb Junosza IIIb

Herb Junosza IIIc

Junosza III – polski herb szlachecki, odmiana herbu Junosza.

## Opis herbu
Juliusz Karol Ostrowski wyróżnia trzy warianty tego herbu, różniące się drobnymi szczegółami. Opisy z wykorzystaniem zasad blazonowania, zaproponowanych przez Alfreda Znamierowskiego:
Junosza III (Junosza IIIa): W polu czerwonym, na murawie zielonej lub bez niej, baran srebrny. Klejnot: nad hełmem w koronie pół barana wspiętego jak w godle. Labry czerwone, podbite srebrem.
Junosza IIIb: Baran ma uniesioną prawą nogę (kroczący).
Junosza IIIc: Baran jest wspięty, murawy brak.

## Najwcześniejsze wzmianki
Herb wymieniany przez Nowego Siebmachera (wariant III), Ostrowskiego (Księga herbowa rodów polskich, warianty III, IIIb, IIIc) i Górzyńskiego (Herby szlachty polskiej, wariant III).

## Herbowni
Według Tadeusza Gajla dwa rody herbownych: Kliński, Radziątkowski. Przemysław Pragert, za Siebmacherem, podaje jeszcze Bojanowskich z Prus i stwierdza, że mogli go również używać Bojanowscy z Kaszub.